# Costanzo Bentivoglio
Costanzo Bentivoglio (Bologna, 23 luglio 1489 – Ferrara, 3 ottobre 1542) era figlio di Annibale II Bentivoglio e di Lucrezia d'Este.

## Biografia
Nel 1503 suo nonno Giovanni II Bentivoglio si ritrovò in conflitto con Cesare Borgia, in quel momento spalleggiato sia dai francesi che dagli spagnoli. Per evitare la caduta di Bologna accettò di accordarsi con il duca di Valentinois, il quale era più che altro interessato a guadagnare tempo, e tra le clausole venne stabilito che Costanzo avrebbe sposato una nipote di papa Alessandro VI. Con la caduta dei Borgia l’accordo venne meno e il matrimonio non ebbe luogo.
Nel 1506, quando papa Giulio II conquistò Bologna, Costanzo fuggì assieme a tutta la sua famiglia, partecipando anche alla brevissima ripresa della città da parte dei Bentivoglio, sostenuti dai francesi, nel 1511.
Nel 1512, a seguito della ritirata dei francesi dall’Emilia, i Bentivoglio furono costretti ad abbandonare definitivamente Bologna e Costanzo fu tra coloro che trovarono rifugio a Ferrara, presso la corte del Ducato degli Estensi, anche loro alleati dei francesi e parenti stretti dei Bentivoglio.
Malgrado avessero perso il controllo di Bologna, i Bentivoglio riuscirono a mantenere i propri feudi in Lombardia e a portar via dalla città felsinea tutte le ricchezze che furono in grado di trasportare, divenendo così una famiglia estremamente facoltosa.
Morì a Ferrara il 3 ottobre 1542.

## Matrimonio e figli
Sposò Costanza Elena Rangoni (... - 16 aprile 1555), figlia del conte Guido Rangoni, da cui ebbe cinque figli e quattro figlie:
- Guido (... - annega durante una naumachia, 25 maggio 1569), sposò Eleonora Pio di Savoia (... - 10 novembre 1596), figlia di Marco Pio di Savoia dei signori di Sassuolo e di Lucrezia Roverella, da cui ebbe una figlia:
  - Silvia, maritata a Francesco Villa[1], conte di Monte Obizzo (... - 1626)
- Laura, monaca nel monastero di sant'Antonio di Ferrara
- Annibale
- Elena, monaca nel monastero di sant'Antonio di Ferrara
- Cornelio (1519 - 26 maggio 1585)
- Ginevra, sposò Fabiano Medici di Novate
- Giovanni
- Anna, sposò Ottaviano Simonetta
- Antongaleazzo, sposò Lucrezia Montini e fece testamento il 15 dicembre 1577[1]

## Ascendenza
|                                                   |                                                          |                                                | Genitori                                               |  |  | Nonni |  |  | Bisnonni                                   |  |  | Trisnonni                                      |  |
|                                                   |                                                          |                                                |                                                        |  |  |       |  |  | Annibale I Bentivoglio, signore di Bologna |  |  | Anton Galeazzo Bentivoglio, signore di Bologna |  |
|                                                   |                                                          |                                                |                                                        |  |  |       |  |  | Annibale I Bentivoglio, signore di Bologna |  |  | Anton Galeazzo Bentivoglio, signore di Bologna |  |
|                                                   |                                                          | Francesca Gozzadini                            |                                                        |  |  |       |  |  | Annibale I Bentivoglio, signore di Bologna |  |  |                                                |  |
| Giovanni II Bentivoglio, signore di Bologna       |                                                          |                                                |                                                        |  |  |       |  |  | Annibale I Bentivoglio, signore di Bologna |  |  |                                                |  |
|                                                   |                                                          | Donnina Visconti                               | Lancillotto Visconti, conte di Pagazzano e Gera d'Adda |  |  |       |  |  |                                            |  |  |                                                |  |
|                                                   |                                                          | Donnina Visconti                               | Lancillotto Visconti, conte di Pagazzano e Gera d'Adda |  |  |       |  |  |                                            |  |  |                                                |  |
|                                                   |                                                          | Donnina Visconti                               | …                                                      |  |  |       |  |  |                                            |  |  |                                                |  |
| Annibale II Bentivoglio, signore di Bologna       |                                                          | Donnina Visconti                               |                                                        |  |  |       |  |  |                                            |  |  |                                                |  |
|                                                   |                                                          | Alessandro Sforza, signore di Pesaro           | Giacomo "Muzio" Attendolo "Sforza", conte di Cotignola |  |  |       |  |  |                                            |  |  |                                                |  |
|                                                   |                                                          | Alessandro Sforza, signore di Pesaro           | Giacomo "Muzio" Attendolo "Sforza", conte di Cotignola |  |  |       |  |  |                                            |  |  |                                                |  |
|                                                   |                                                          | Alessandro Sforza, signore di Pesaro           | Lucia Terzani                                          |  |  |       |  |  |                                            |  |  |                                                |  |
| Ginevra Sforza                                    |                                                          | Alessandro Sforza, signore di Pesaro           |                                                        |  |  |       |  |  |                                            |  |  |                                                |  |
|                                                   |                                                          | …                                              | …                                                      |  |  |       |  |  |                                            |  |  |                                                |  |
|                                                   |                                                          | …                                              | …                                                      |  |  |       |  |  |                                            |  |  |                                                |  |
|                                                   |                                                          | …                                              | …                                                      |  |  |       |  |  |                                            |  |  |                                                |  |
| Costanzo Bentivoglio                              |                                                          | …                                              |                                                        |  |  |       |  |  |                                            |  |  |                                                |  |
|                                                   | Niccolò III d'Este, marchese di Ferrara, Modena e Reggio | Alberto V d'Este, marchese di Ferrara e Modena |                                                        |  |  |       |  |  |                                            |  |  |                                                |  |
|                                                   | Niccolò III d'Este, marchese di Ferrara, Modena e Reggio | Alberto V d'Este, marchese di Ferrara e Modena |                                                        |  |  |       |  |  |                                            |  |  |                                                |  |
|                                                   | Niccolò III d'Este, marchese di Ferrara, Modena e Reggio | Isotta Albaresani                              |                                                        |  |  |       |  |  |                                            |  |  |                                                |  |
| Ercole I d'Este, duca di Ferrara, Modena e Reggio | Niccolò III d'Este, marchese di Ferrara, Modena e Reggio |                                                |                                                        |  |  |       |  |  |                                            |  |  |                                                |  |
|                                                   |                                                          | Ricciarda di Saluzzo                           | Tommaso III, marchese di Saluzzo                       |  |  |       |  |  |                                            |  |  |                                                |  |
|                                                   |                                                          | Ricciarda di Saluzzo                           | Tommaso III, marchese di Saluzzo                       |  |  |       |  |  |                                            |  |  |                                                |  |
|                                                   |                                                          | Ricciarda di Saluzzo                           | Margherita di Pierrepont                               |  |  |       |  |  |                                            |  |  |                                                |  |
| Lucrezia d'Este                                   |                                                          | Ricciarda di Saluzzo                           |                                                        |  |  |       |  |  |                                            |  |  |                                                |  |
|                                                   |                                                          | Giorgio Condolmieri                            | …                                                      |  |  |       |  |  |                                            |  |  |                                                |  |
|                                                   |                                                          | Giorgio Condolmieri                            | …                                                      |  |  |       |  |  |                                            |  |  |                                                |  |
|                                                   |                                                          | Giorgio Condolmieri                            | …                                                      |  |  |       |  |  |                                            |  |  |                                                |  |
| Ludovica Condolmieri                              |                                                          | Giorgio Condolmieri                            |                                                        |  |  |       |  |  |                                            |  |  |                                                |  |
|                                                   |                                                          | …                                              | …                                                      |  |  |       |  |  |                                            |  |  |                                                |  |
|                                                   |                                                          | …                                              | …                                                      |  |  |       |  |  |                                            |  |  |                                                |  |
|                                                   |                                                          | …                                              | …                                                      |  |  |       |  |  |                                            |  |  |                                                |  |
|                                                   |                                                          | …                                              |                                                        |  |  |       |  |  |                                            |  |  |                                                |  |